# ラム・チャンドラ・パウデル
ラム・チャンドラ・パウデル（Ram Chandra Paudel、1944年10月15日 - ）は、ネパールの政治家。

## 来歴
1960年に16歳で政治活動家になったが、翌年には民主化を掲げるデモを主導したことで拘束され、14年間服役した。1991年、1994年にはネパール議会議員に当選している。1994年にはネパール議会議長に選出された。
ギリジャ・プラサド・コイララ内閣の平和・再構築大臣。内閣のNo.2。ネパール会議派所属の制憲議会議員。2008年5月28日の制憲議会初日には、老齢にして病身のコイララ首相は冒頭だけ挨拶し、そのあとをパウデルが原稿を代読した。
2020年、令和2年春の叙勲で旭日大綬章を受章した。
2023年2月24日、毛沢東主義派のプラチャンダ首相は3月9日に予定されている大統領選挙に連立相手の統一共産党ではなくパウデルを支持することを表明したため連立政権に亀裂が走り、2月27日には外相、副首相兼財務相を含む統一共産党の閣僚8人全員が辞任を表明した。3月9日の大統領選挙では連邦・州議会議員による投票の結果33,802票を獲得し、15,518票のスバス・ネムバンを下して当選した。